# فالیزان
فالیزان روستایی از توابع بخش مرکزی شهرستان آبیک در استان قزوین ایران است.

## جمعیت
این روستا در دهستان کوهپایه شرقی قرار دارد و براساس سرشماری مرکز آمار ایران در سال ۱۳۸۵، جمعیت آن ۳۶۶ نفر (۱۰۱خانوار) بوده‌است.

## زبان
در روستای فالیزان مانند دیگر روستاهای منطقه زبان تاتی رایج است.